# Parcul Natural Südheide

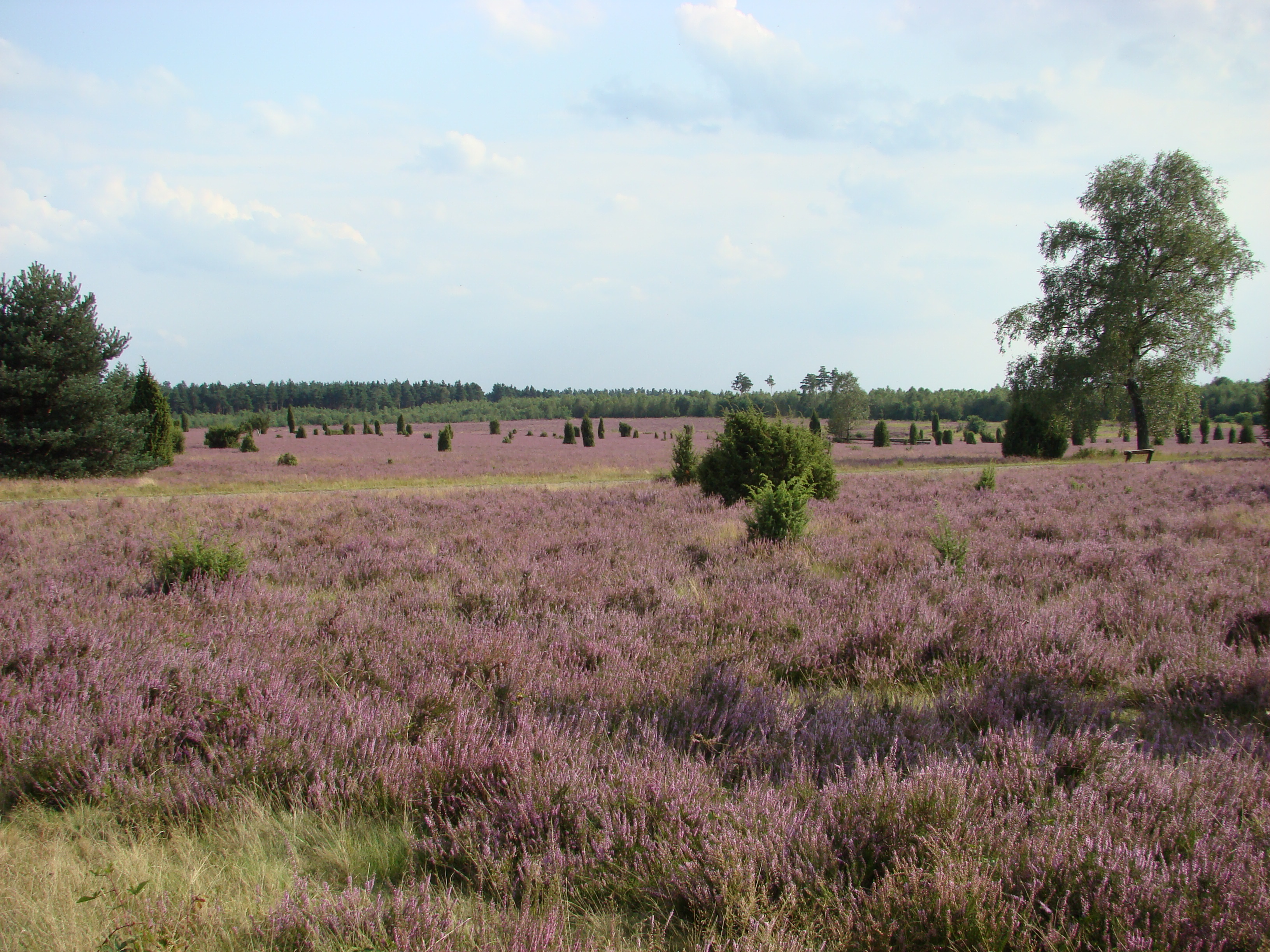
Parcul Natural Südheide

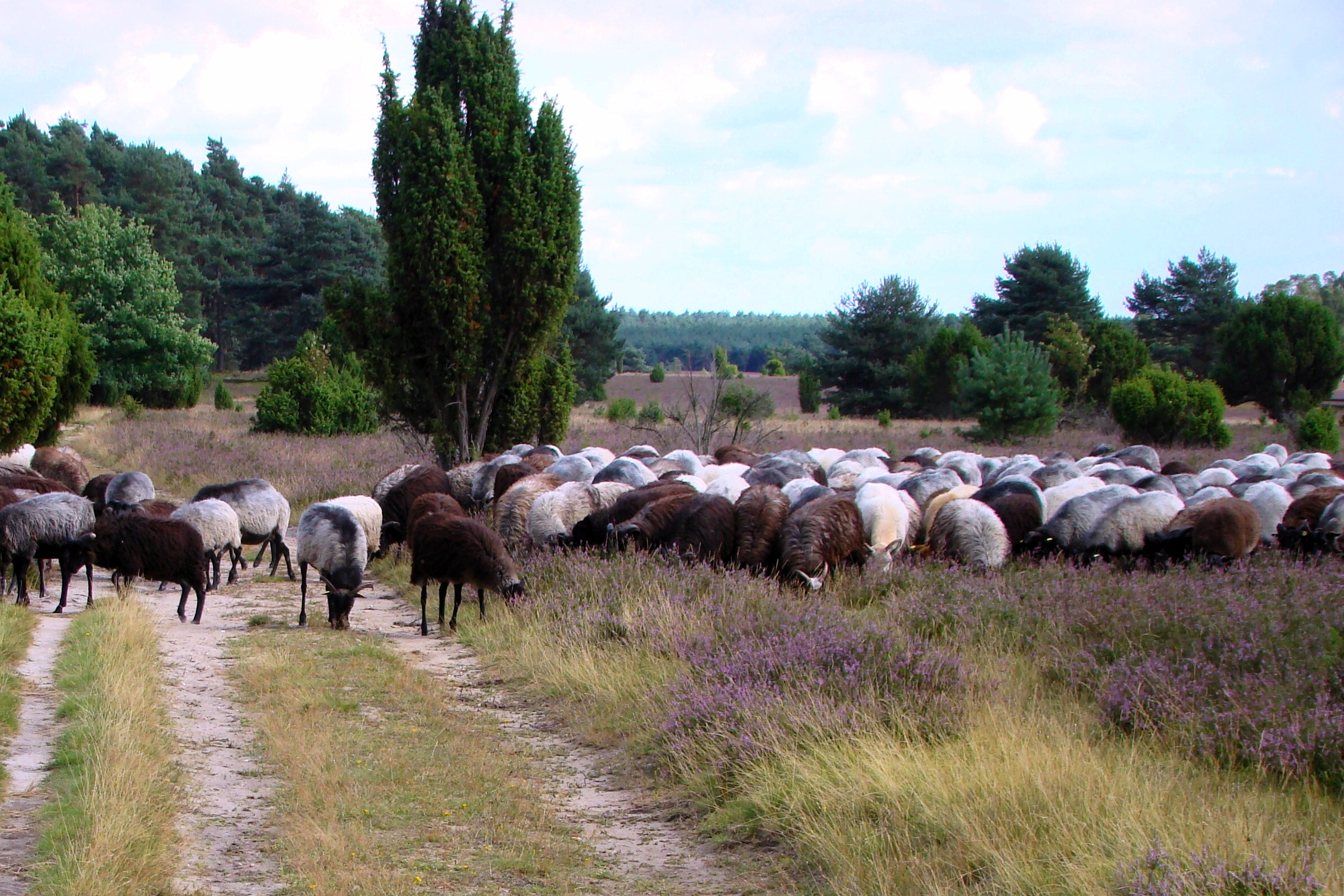

Parcul Natural Südheide există din anul 1964; el se prezintă sub formă de păduri întinse și o regiune de câmpie stearpă cu sol acid.

## Așezare
Parcul se întinde pe o suprafață de 480 km², fiind amplasat la sud de Lüneburger Heide. La nord-est de parc se află districtul Celle. Teritoriul parcului începe la câțiva kilometri nord de Celle și se întinde între orașele Bergen în vest și Faßberg în nord ca și Weyhausen și  Steinhorst  în est. Pe teritoriul parcului se află localitățile  Eschede, Hermannsburg, Müden (Örtze), Unterlüß, Eldingen, iar la marginea parcului Winsen (Aller).

## Stupărit
Parcul este cunoscut prin mierea obținută tradițional aici din florile de câmpie. Este tot mai rar întâlnit coșul pentru stupi în formă de clopot „Lüneburger Stülper”, în prezent coșnițele fiind confecționate din lemn sau material plastic.

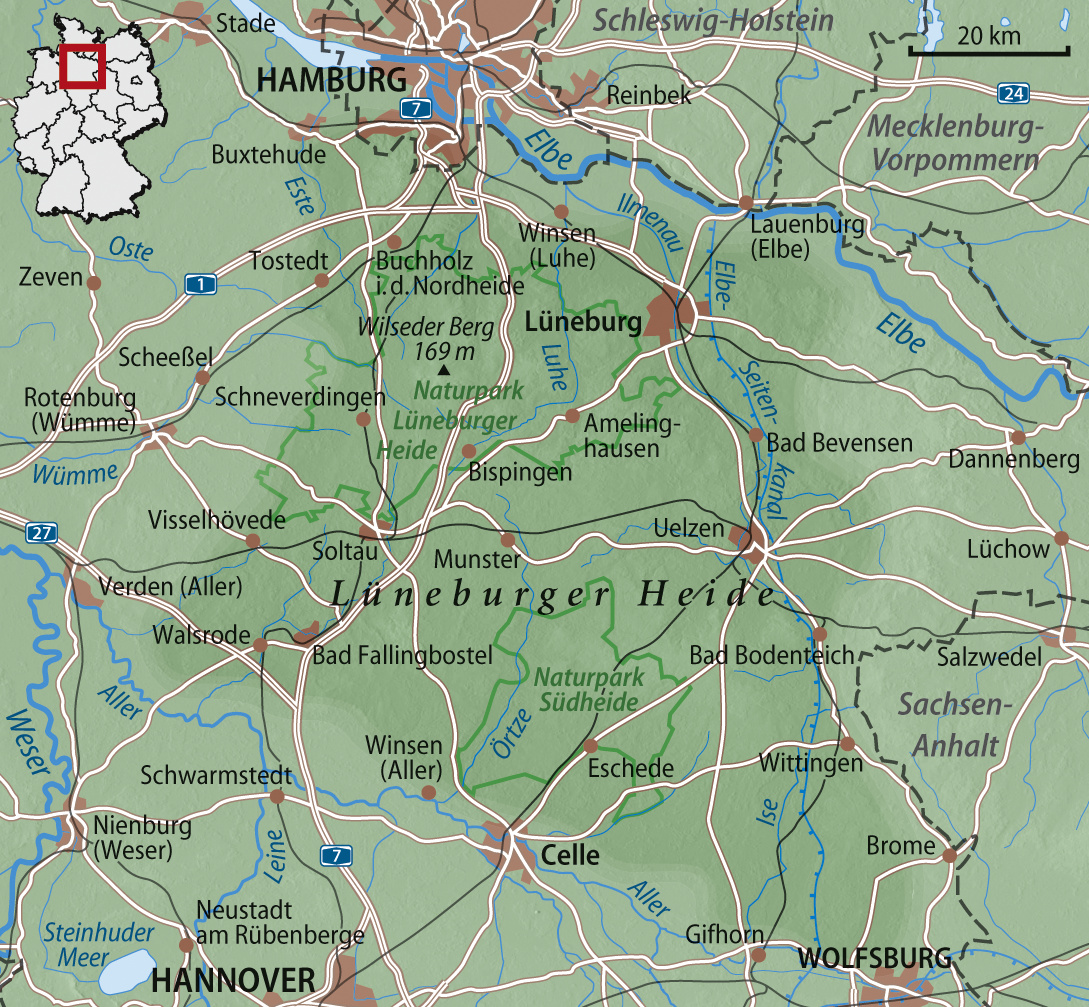
Harta cu amplasarea parcului
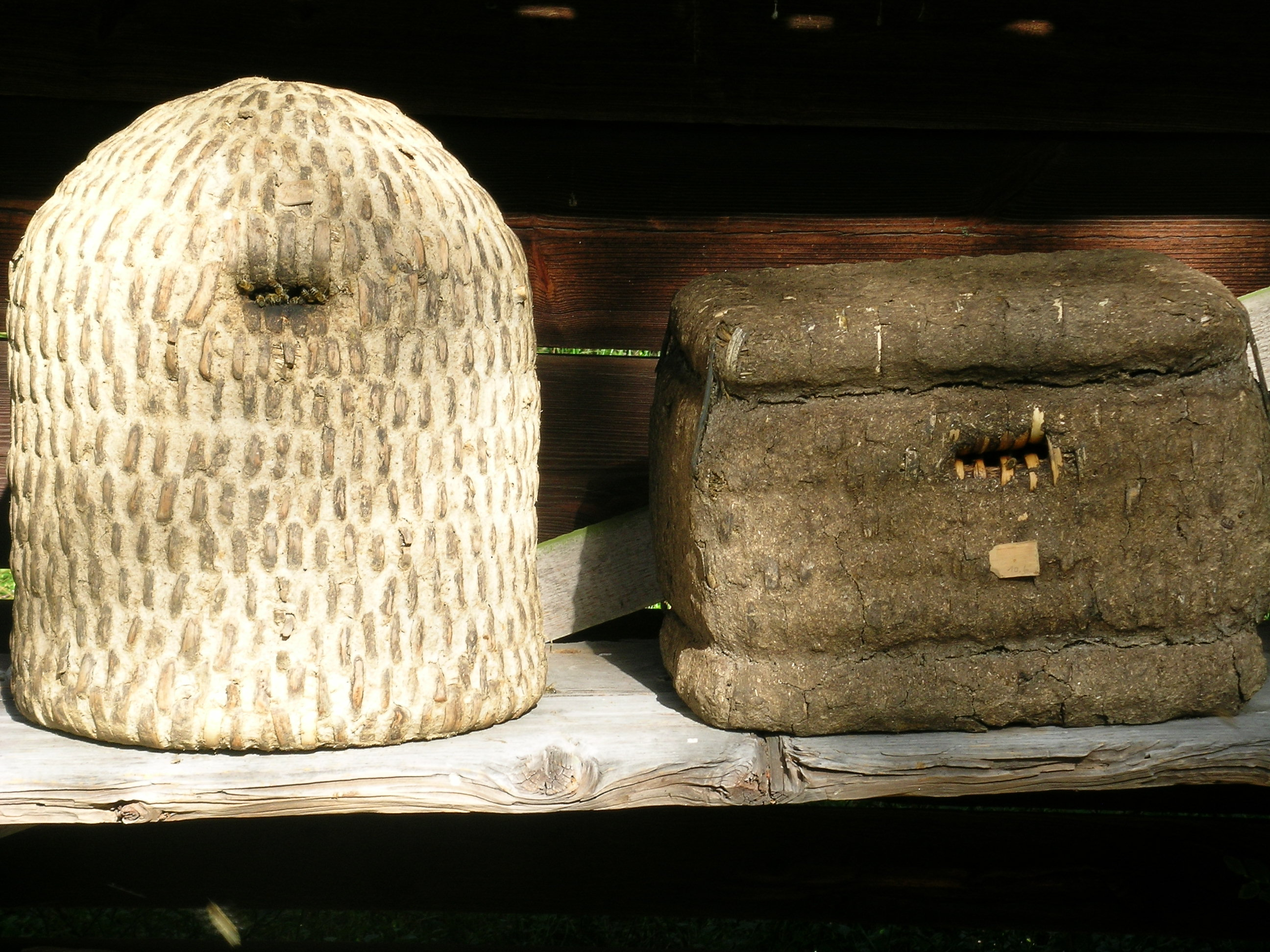
Stupi
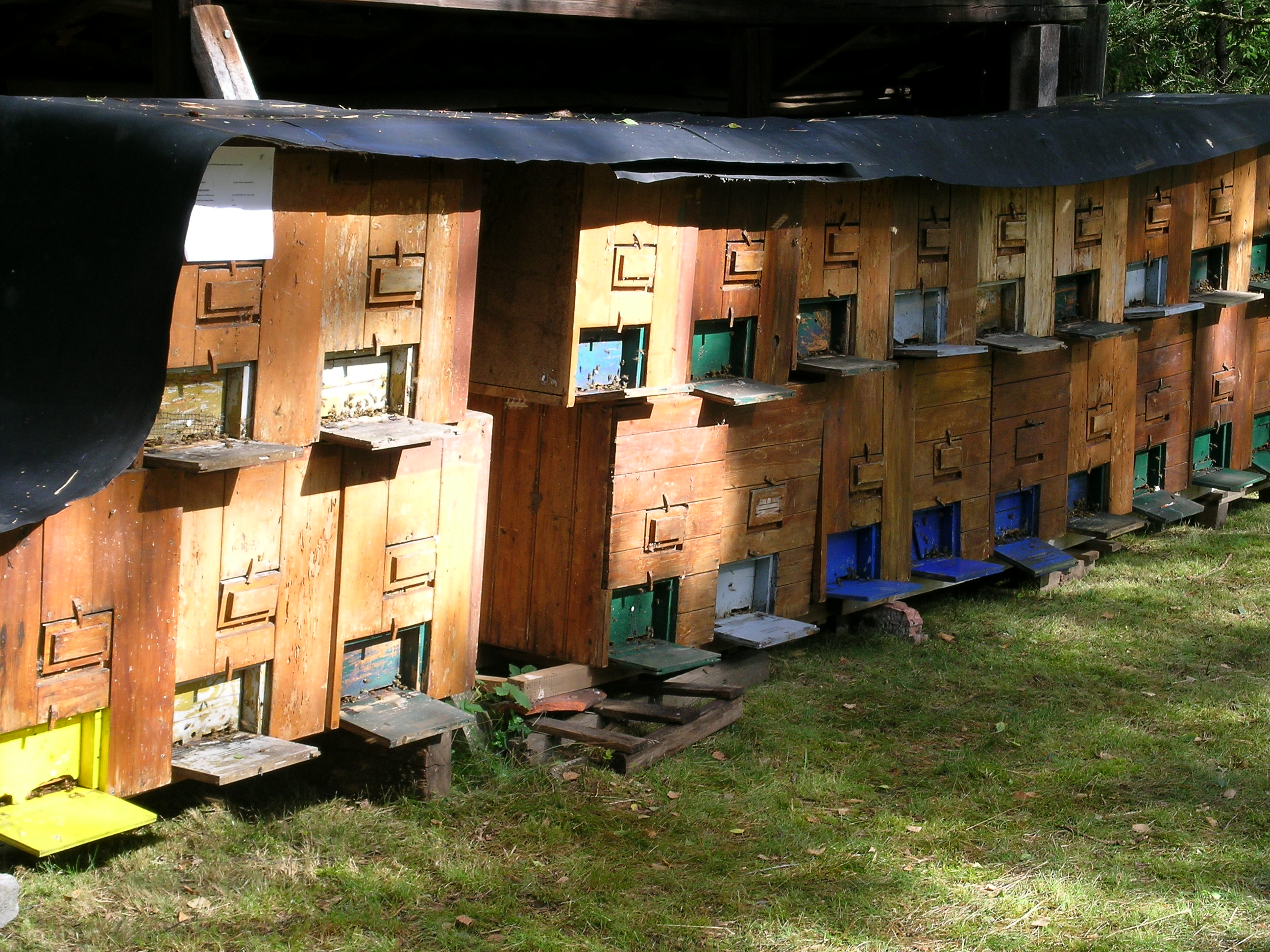
Stupi